# René Cornu
René Léopold Cornu, född 11 april 1929 i Fismes, död 23 mars 1986 i Clamart, var en fransk simmare.
Cornu blev olympisk bronsmedaljör på 4 x 200 meter frisim vid sommarspelen 1948 i London.